# Osona (Soria)
Osona es una localidad y una entidad local menor de la comarca de Berlanga en la provincia de Soria, comunidad autónoma de Castilla y León, España, que pertenece al municipio de Fuentepinilla.

## Demografía
Osona contaba a 1 de enero de 2010 con una población de 14 habitantes, 10 hombres y 4 mujeres.
| Gráfica de evolución demográfica de Osona (Soria) entre 2000 y 2010                              |
|                                                                                                  |
| Población de derecho (2000-2010) según los censos de población del INE a 1 de enero de cada año. |

## Historia
Desde la Edad Media formó parte de la Comunidad de Villa y Tierra de Andaluz, constituida en 1089 por el Fuero de Andaluz hasta la caída del Antiguo Régimen en que se constituye en municipio constitucional, en la región de Castilla la Vieja, partido de Almazán. Se integró inicialmente en el municipio de Fuentelárbol para pasar en 1866 al de Fuentepinilla. Según el Catastro de Ensenada en 1754 contaba con 31 vecinos y medio (una viuda) o 40 familias. En el archivo municipal se conservan listados nominales de 175 habitantes en 1802, de 128 en 1851, y entre 206 y 214 a finales del siglo XIX. En la primera mitad del siglo XX tenía unos 230 habitantes. Se puede ampliar esta información en el blog de Osona 

## Patrimonio
La iglesia de La cátedra de San Pedro en Antioquía conserva una portada románica finamente decorada.
Frontal de altar de los Apóstoles, actualmente depositado en el museo diocesano de la catedral de El Burgo de Osma.

## Personajes naturales de Osona
- Gervasio Manrique (ver reseña)